# Baeopterogyna
Baeopterogyna är ett släkte av tvåvingar. Baeopterogyna ingår i familjen svampmyggor.
Kladogram enligt Catalogue of Life:
| Baeopterogyna | \| \| Baeopterogyna mihalyii \| \| \| \| \| \| Baeopterogyna nudipes \| \| \| \| |
|               | \| \| Baeopterogyna mihalyii \| \| \| \| \| \| Baeopterogyna nudipes \| \| \| \| |
|               | Baeopterogyna mihalyii                                                           |
|               |                                                                                  |
|               | Baeopterogyna nudipes                                                            |
|               |                                                                                  |